# Online Film Critics Society Awards/Beste Hauptdarstellerin
Der Online Film Critics Society Award (OFCS Award) für die beste Hauptdarstellerin wird seit 1997 jedes Jahr verliehen.

## Statistik
| Statistik                                            |                                |
| Am häufigsten honorierte Hauptdarstellerin           | Cate Blanchett (3 Siege)       |
| Am häufigsten nominierte Hauptdarstellerin           | Kate Winslet (4 Nominierungen) |
| Am häufigsten nominierte Hauptdarstellerin ohne Sieg | Meryl Streep (4 Nominierungen) |

## Gewinnerinnen und Nominierte
Alle Nominierten eines Jahres sind angeführt, die Siegerin steht jeweils zuoberst.

### 1997 bis 1999
1997
Judi Dench – Ihre Majestät Mrs. Brown
Helena Bonham Carter – Wings of the Dove – Die Flügel der Taube
Kate Winslet – Titanic
1998
Cate Blanchett – Elizabeth
Gwyneth Paltrow – Shakespeare in Love
Emily Watson – Hilary & Jackie
1999
Reese Witherspoon – Election
Annette Bening – American Beauty
Heather Donahue – The Blair Witch Project
Janet McTeer – Tumbleweeds
Hilary Swank – Boys Don’t Cry

### 2000 bis 2009
2000
Ellen Burstyn – Requiem for a Dream
Joan Allen – Rufmord – Jenseits der Moral (The Contender)
Björk – Dancer in the Dark
Laura Linney – You Can Count on Me
Julia Roberts – Erin Brockovich
2001
Naomi Watts – Mulholland Drive – Straße der Finsternis
Thora Birch – Ghost World
Nicole Kidman – The Others
Sissy Spacek – In the Bedroom
Tilda Swinton – The Deep End – Trügerische Stille
2002
Julianne Moore – Dem Himmel so fern (Far from Heaven)
Jennifer Aniston – The Good Girl
Maggie Gyllenhaal – Secretary
Isabelle Huppert – Die Klavierspielerin
Diane Lane – Untreu
2003
Naomi Watts – 21 Gramm
Angela Bettis – May
Scarlett Johansson – Lost in Translation
Charlize Theron – Monster
Uma Thurman – Kill Bill – Volume 1
2004
Kate Winslet – Vergiss mein nicht!
Julie Delpy – Before Sunset
Imelda Staunton – Vera Drake
Hilary Swank – Million Dollar Baby
Uma Thurman – Kill Bill – Volume 2
2005
Reese Witherspoon – Walk the Line
Joan Allen – An deiner Schulter
Felicity Huffman – Transamerica
Keira Knightley – Stolz und Vorurteil
Naomi Watts – King Kong
2006
Helen Mirren – Die Queen
Penélope Cruz – Volver – Zurückkehren
Judi Dench – Tagebuch eines Skandals
Meryl Streep – Der Teufel trägt Prada
Kate Winslet – Little Children
2007
Julie Christie – An ihrer Seite (Away from Her)
Marion Cotillard – La vie en rose (La Môme)
Angelina Jolie – Ein mutiger Weg (A Mighty Heart)
Laura Linney – Die Geschwister Savage (The Savages)
Elliot Page – Juno
2008
Michelle Williams – Wendy and Lucy
Anne Hathaway – Rachels Hochzeit
Sally Hawkins – Happy-Go-Lucky
Meryl Streep – Glaubensfrage (Doubt)
Kate Winslet – Zeiten des Aufruhrs (Revolutionary Road)
2009
Mélanie Laurent – Inglourious Basterds
Carey Mulligan – An Education
Gabourey Sidibe – Precious – Das Leben ist kostbar
Meryl Streep – Julie & Julia
Tilda Swinton – Julia

### 2010 bis 2019
2010
Natalie Portman – Black Swan
Annette Bening – The Kids Are All Right
Kim Hye-ja – Mother
Nicole Kidman – Rabbit Hole
Jennifer Lawrence – Winter’s Bone
2011
Tilda Swinton – We Need to Talk About Kevin
Kirsten Dunst – Melancholia
Elizabeth Olsen – Martha Marcy May Marlene
Meryl Streep – Die Eiserne Lady
Michelle Williams – My Week with Marilyn
2012
Jessica Chastain – Zero Dark Thirty
Jennifer Lawrence – Silver Linings (Silver Linings Playbook)
Emmanuelle Riva – Liebe (Amour)
Quvenzhané Wallis – Beasts of the Southern Wild
Rachel Weisz – The Deep Blue Sea
2013
Cate Blanchett – Blue Jasmine
Amy Adams – American Hustle
Julie Delpy – Before Midnight
Adèle Exarchopoulos – Blau ist eine warme Farbe (La vie d’Adèle)
Brie Larson – Short Term 12
2014
Rosamund Pike – Gone Girl – Das perfekte Opfer (Gone Girl)
Marion Cotillard – Zwei Tage, eine Nacht (Deux jours, une nuit)
Essie Davis – Der Babadook
Anne Dorval – Mommy
Julianne Moore – Still Alice – Mein Leben ohne Gestern (Still Alice)
2015
Cate Blanchett – Carol
Brie Larson – Raum (Room)
Charlotte Rampling – 45 Years
Saoirse Ronan – Brooklyn – Eine Liebe zwischen zwei Welten (Brooklyn)
Charlize Theron – Mad Max: Fury Road
2016
Natalie Portman – Jackie: Die First Lady (Jackie)
Amy Adams – Arrival
Isabelle Huppert – Elle
Ruth Negga – Loving
Emma Stone – La La Land
2017
Sally Hawkins – Shape of Water – Das Flüstern des Wassers (The Shape of Water)
Frances McDormand – Three Billboards Outside Ebbing, Missouri
Cynthia Nixon – A Quiet Passion
Margot Robbie – I, Tonya
Saoirse Ronan – Lady Bird
2018
Toni Collette – Hereditary – Das Vermächtnis (Hereditary)
Yalitza Aparicio – Roma
Olivia Colman – The Favourite – Intrigen und Irrsinn (The Favourite)
Regina Hall – Support the Girls
Lady Gaga – A Star Is Born
2019
Lupita Nyong’o – Wir (Us)
Awkwafina – The Farewell
Scarlett Johansson – Marriage Story
Florence Pugh – Midsommar
Renée Zellweger – Judy

### Ab 2020
2020
Frances McDormand – Nomadland
Jessie Buckley – I’m Thinking of Ending Things
Viola Davis – Ma Rainey’s Black Bottom
Sidney Flanigan – Niemals Selten Manchmal Immer (Never Rarely Sometimes Always)
Carey Mulligan – Promising Young Woman
2021
Olivia Colman – Frau im Dunkeln (The Lost Daughter)
Alana Haim – Licorice Pizza
Renate Reinsve – Der schlimmste Mensch der Welt (Verdens verste menneske)
Agathe Rousselle – Titane
Kristen Stewart – Spencer
2022
Michelle Yeoh – Everything Everywhere All at Once
Cate Blanchett – Tár
Viola Davis – The Woman King
Danielle Deadwyler – Till – Kampf um die Wahrheit
Mia Goth – Pearl
2023
Lily Gladstone – Killers of the Flower Moon
Sandra Hüller – Anatomie eines Falls
Greta Lee – Past Lives – In einem anderen Leben
Margot Robbie – Barbie
Emma Stone – Poor Things
2024
Mikey Madison – Anora
Cynthia Erivo – Wicked
Marianne Jean-Baptiste – Hard Truths
Demi Moore – The Substance
Fernanda Torres – Für immer hier (I’m Still Here)